# Malagueña salerosa
«Malagueña salerosa», o también «La malagueña», es el nombre de un son huasteco o huapango generalmente atribuida a Elpidio Ramírez y Pedro Galindo Galarza en 1947.

## Sobre la autoría
La autoría parece bien referenciada y es atribuida a Elpidio Ramírez y Pedro Galindo:

«“La malagueña”, canción que Pedro Galindo creó en coautoría con Elpidio Ramírez Burgos, ha sido uno de los temas más reconocidos mundialmente, participando últimamente en el soundtrack del film de Quentin Tarantino, Kill Bill, en uno de los mejores covers hecho por el grupo Chingón (...)».
Sociedad de Autores y Compositores de México

Se ha suscitado, sin embargo, un cierto debate ya que Nicandro Castillo, compositor también mexicano, ha cuestionado tal autoría, al señalar que

«varios sones huastecos que en las décadas pasadas fueron conocidos como huapangos compuestos por Elpidio Ramírez, Roque Ramírez y Pedro Galindo fueron en realidad sones anónimos -como fue el caso de Cielito lindo y La malagueña, que al igual que La guasanga o El sacamandú, eran del dominio público escritos mucho antes de que se construyera la catedral de Huejutla».

## Tema
La canción refiere a un enamorado que le dice a una mujer de Málaga, si bien no la ciudad andaluza de España, sino la colombiana del departamento de Santander. En ella, revela lo hermosa que es y qué bonitos son los ojos que tiene, doliéndose al mismo tiempo del rechazo amoroso de la dama y atribuyéndolo  a su propia pobreza material.

## Intérpretes
Entre los intérpretes famosos que han cantado el son están el Trío Los Panchos en 1968, Antonio Aguilar, Ramón Vargas, Miguel Aceves Mejía, Los Tres Huastecos, Mariachi Vargas, Los Tres Ases, Trini Lopez ,Trío Calaveras, Amparo Ochoa, Ángela Aguilar entre muchos otros.
A nivel internacional son también muchos los que han cantado el son (también entre otros):
- Ángela Aguilar
- Roberto Alagna, Pasión (Versailles, 24 11 2011)
- Avenged Sevenfold, banda de heavy metal
- Antonio Banderas tocó en una guitarra La malagueña en la película Once upon a time in Mexico
- Javier Camarena Tenor mexicano
- Chitãozinho & Xororó, 2006 álbum Vida Marvada
- Paco de Lucía, 1967 álbum Dos guitarras flamencas en América Latina
- Luis Alberto del Paraná y Los Paraguayos, 1960 álbum Malagueña
- Plácido Domingo
- Lila Downs
- Raquel Eugenio
- José Feliciano
- Juan Diego Flórez, 2018 álbum "Bésame Mucho"
- French Latino álbum Suerte, 2013
- Joselito
- Helmut Lotti, 2000 álbum Latino Classics
- Melibea
- Lydia Mendoza
- Luis Miguel
- Manuel Mijares
- Gaby Moreno (guatemalteca), 2016 álbum "Ilusiones"
- Nana Mouskouri, 1998 álbum Côté Sud, Côté Coeur
- Czesław Niemen
- Estela Núñez
- Eddie Palmieri, 1998 álbum El Rumbero del Piano
- Conjunto Quisqueya, adaptación al merengue en 1973
- Carlos Rivera
- Olivia Ruiz, 2003 álbum J'Aime Pas l'Amour y La Chica Chocolate
- Pablito Ruiz, Argentino
- Alfredo Sadel
- Juan Torres Robles, 2002 álbum Colección de Oro vol. 1
- The Tubes
- Yanni, 2010
- Guitarricadelafuente, 2022
- Los kijanos!